# Аимар Ороз
Аимар Ороз Уарте (шп. Aimar Oroz Huarte; Аразури, 27. новембар 2001) је шпански фудбалер који тренутно наступа за Осасуну. Игра на позицији везног играча.

## Успеси
Osasuna
- Друга лига Шпаније (1) : 2018/19.[6]
- Куп Шпаније: (финале: 2022/23)[7]

 Шпанија до 21
- Европско првенство до 21 године:  2023.[8]